# Verónica Castro (Turnerin)
Verónica Castro Gómez (* 26. Juni 1979 in Gijón) ist eine ehemalige spanische Turnerin.

## Biografie
Verónica Castro nahm an den Olympischen Sommerspielen 1996 in Atlanta teil. Sie konnte sich jedoch für keines der Gerätefinals qualifizieren. Im Einzelmehrkampf belegte sie den 78. Platz und im Mannschaftsmehrkampf wurde sie mit dem spanischen Team Siebte. Ihr bestes Einzelresultat erzielte sie mit Rang 55 im Wettkampf am Schwebebalken.